# Reginheri
Reginheri (Raginarius) war ein Wikingeranführer, der in der ersten Hälfte des 9. Jahrhunderts belegt ist.
Reginheri ist in den lateinischen fränkischen Quellen der Name für den Anführer der Wikinger, die im Jahr 845 Paris im Westfrankenreich überfielen. Er wird so namentlich in den Annalen von Xanten im Eintrag für das Jahr 845 erwähnt, während im Eintrag für das Jahr 845 in den Annalen von St. Bertin der Wikingeranführer nicht namentlich genannt wird.
Reginheri griff am 28. März 845 mit einer großen Flotte Paris an, konnte ein westfränkisches Heeresaufgebot schlagen und anschließend in Paris einziehen. Der westfränkische König Karl der Kahle musste 7.000 Pfund Silber bezahlen, damit die Wikinger wieder abzogen. Reginheri war wohl mit dem Dänenkönig Horik I. verbündet, doch sind ansonsten keine Details über ihn überliefert; den Annalen von Xanten zufolge soll er 845 getötet worden sein. Es ist recht wahrscheinlich, dass der in Rimberts Vita Anskarii (Kapitel 21) erwähnte Raginarius mit Reginheri identisch ist, wenngleich diese Identifizierung teils bestritten wird, da der Name Ragnar auch im Frankenreich als Personenname vorkam.
Es wird oft angenommen, dass Reginheri den historischen Kern der Erzählung um den sagenhaften Ragnar Lodbrok darstellt.